# Oded Kattash
Oded Kattash, né le 10 octobre 1974 à Givatayim, est un joueur puis entraîneur israélien de basket-ball. Pendant sa carrière de joueur, il évolue au poste de meneur.

## Biographie
Considéré comme l'un des joueurs les plus doués de son pays, il rejoint le grand club du pays, le Maccabi Tel-Aviv avec qui il remporte quatre titres nationaux. Il est près de s'engager avec les Knicks de New York mais le lockout en NBA de l'année 1998 l'empêche de signer tout contrat. Il signe alors pour trois ans pour le grand club grec du Panathinaïkos Athènes avec lequel il obtient la consécration européenne en battant en finale son ancien club du Maccabi. Bien que venant du banc, il marque 17 points face à son ancien club. Il déclare après le match que « C’est le jour le plus heureux de ma carrière et également le plus triste. »
Une blessure au genou l'empêche de jouer lors de la saison suivante. 
En 2004, conscient que sa blessure l'empêchera de rejouer à son meilleur niveau, il décide de mettre un terme à sa carrière de joueur afin d'entamer une carrière d'entraîneur.
Cette carrière d'entraîneur le conduit à Hapoël Galil Elyon, club qu'il conduit à la demi-finale du championnat d'Israël.
Pour la saison 2007-2008, il est nommé entraîneur de son ancien club du Maccabi Tel-Aviv.
En janvier 2021, Kattash quitte ses fonctions d'entraîneur du Hapoël Jérusalem pour rejoindre le Panathinaïkos Athènes. Son contrat dure jusqu'à la fin de la saison 2021-2022. Il est toutefois remplacé en juin 2021 par Dimitrios Priftis (en).
En juin 2022, Kattash retourne au Maccabi Tel-Aviv comme entraîneur. Il y signe un contrat de deux saisons.

## Vie privée
Kattash possède la nationalité française.

## Palmarès

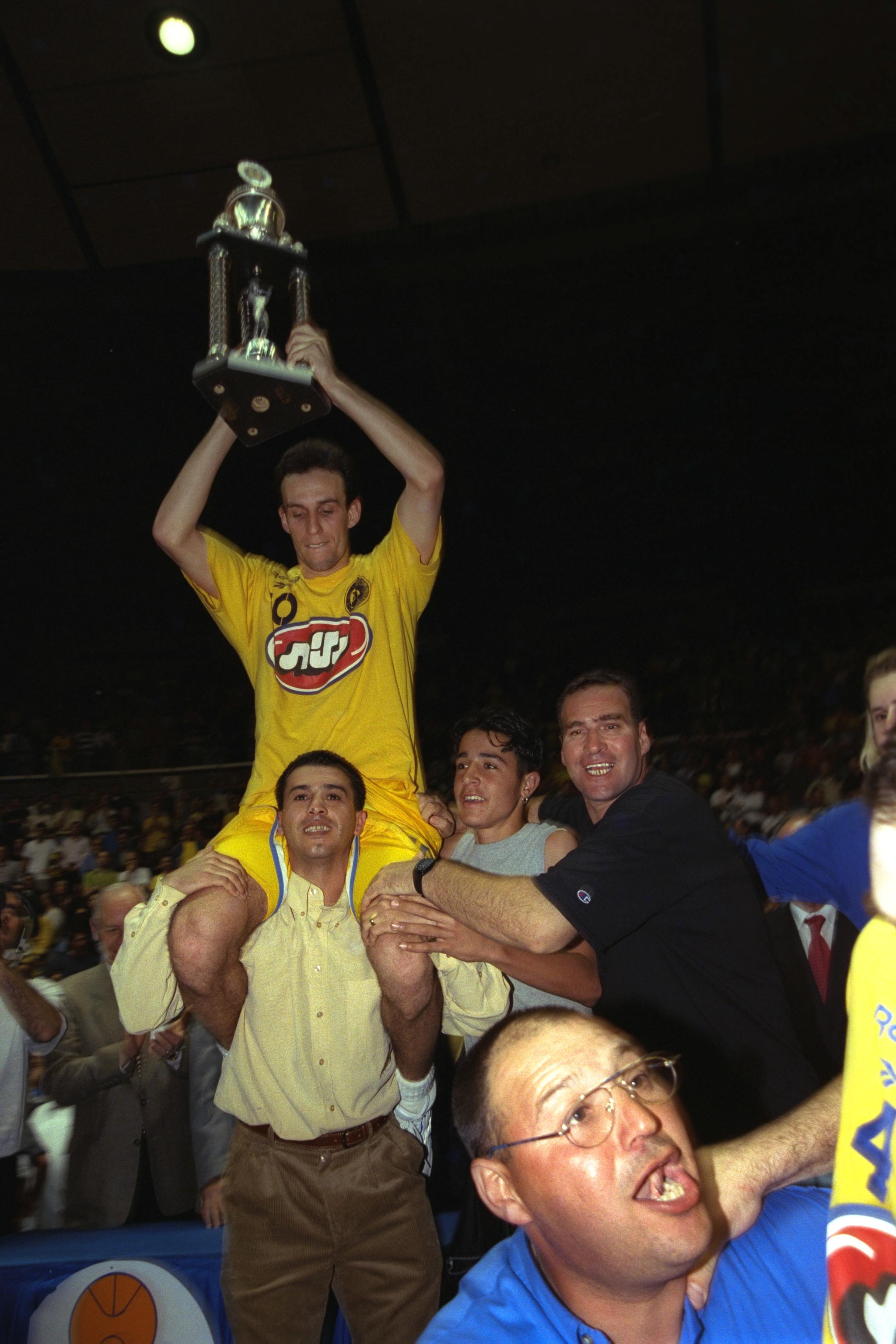
Oded Kattash brandit la Coupe d'Israël après la victoire du Maccabi Tel-Aviv en 1999.

### Club

#### Comme joueur
- Euroligue 2000
- Champion d'Israël 1996, 1997, 1998, 1999
- Coupe d'Israël 1998, 1999
- Champion de Grèce 2000, 2001

#### Comme entraîneur
- Champion de Grèce 2021
- Vainqueur de la Coupe de Grèce 2021
- Vainqueur de la Coupe d'Israël 2019, 2020
- Vainqueur de la Coupe de la Ligue d'Israël de basket-ball (en) 2019
- Champion d'Israël 2010
- Entraîneur de l'année du championnat d'Israël 2007

### Équipe nationale
- Participation au Championnat d’Europe en 1997 et 1999